# USS Plunkett (DD-431)
«Планкетт» (англ. USS Plunkett (DD-431) — військовий корабель, ескадрений міноносець типу «Глівз» військово-морських сил США за часів Другої світової війни.
«Планкетт» був закладений 1 березня 1939 року на верфі Federal Shipbuilding and Drydock Company у Карні, штат Нью-Джерсі, де 7 березня 1940 року корабель був спущений на воду. 17 липня 1940 року він увійшов до складу ВМС США. Есмінець брав активну участь у бойових діях на морі в Другій світовій війні, бився у Північній Атлантиці, на Середземному морі, біля берегів Франції, Англії, супроводжував атлантичні та арктичні конвої. Бойовий корабель за проявлену мужність та стійкість у боях заохочений п'ятьма бойовими відзнаками.

## Історія служби

### 1940—1941
До японського нападу на Перл-Гарбор 7 грудня 1941 року «Планкетт» діяв у Західній Атлантиці та в районі Мексиканської затоки — Карибських островів, входячи до складу Нейтрального патруля. Після цього продовжував виконання патрульних та конвойних місій у Північній Атлантиці, а 7 грудня 1941 року есмінець рухався з Рейк'явіка до Аргентини.

### 1942
29 квітня 1942 року «Планкетт» вийшов у супровід конвою PQ 15, що йшов до Росії під командуванням британського адмірала Д.Тові.